# Pine Hill (Alabama)
Pine Hill è un comune degli Stati Uniti d'America situato nella contea di Wilcox dello Stato dell'Alabama.